# 琴勝峰吉成
琴勝峰 吉成（ことしょうほう よしなり、1999年8月26日 - ）は、千葉県柏市出身で、佐渡ヶ嶽部屋所属の現役大相撲力士。本名は手計 富士紀（てばかり としき）。身長191.0cm、体重172.0kg、血液型はO型。最高位は東前頭3枚目（2021年1月場所） 。いわゆる「花のイチイチ組」の1人。 弟は佐渡ヶ嶽部屋所属の琴栄峰央起。

## 来歴
父は2023年1月23日に58歳の誕生日を迎えた時点でも現役でボディビルを行っている居酒屋経営者（「亀仙人」（かめせんと）の名で筋トレ中心のYouTuberとしても活動）。幼稚園の頃から地元の柏市相撲スポーツ少年団に入り、柏市立松葉第二小学校4年時にわんぱく相撲全国大会3位入賞。父と一緒に鍛えていると程なくして親戚の家で勢いよく足を伸ばすと風呂に穴が開き、階段の手すりに引っかけたタオルを引っ張ると、手すりの方が抜けたりするなど、手計の怪力が日常生活で目立つようになった。
柏市立松葉中学校3年時に全国都道府県中学生相撲選手権大会個人戦無差別級優勝を果たす。高校は埼玉栄高校へ進学し、高校の同級生には納谷（現・王鵬）、塚原（現・栃大海）がいた。高校では1年生から団体戦のレギュラーとなり、2年次・3年次に高等学校相撲金沢大会で団体戦連覇を経験するなど団体戦では活躍したが、個人戦で高校時代に優勝を経験することはなかった。
高校3年時の在学中に佐渡ヶ嶽部屋に入門し、2017年11月場所に初土俵を踏んだ。佐渡ヶ嶽親方（元関脇・初代琴ノ若）の長男の2代琴櫻が柏市相撲スポーツ少年団の先輩にあたり、小学生時代から部屋に誘われていたことが入門の決め手となった。当初の四股名は本名に佐渡ヶ嶽部屋伝統の「琴」を付けた「琴手計」。初めて番付についた2018年1月場所は6勝1敗の成績で序ノ口優勝決定戦に進出したが、高校の同級生である（当時は高校卒業前）塚原との対戦で敗れて序ノ口優勝を逃した。翌3月場所は序二段に番付を上げ、1番相撲で塚原に敗れたが6勝1敗と勝ち越し、5月場所で三段目に昇進。三段目2場所目の同年7月場所は1番相撲から6連勝とし、13日目の7番相撲は勝てば三段目優勝決定戦進出となるところであったが、幕内経験者の鏡桜に敗れて優勝決定戦進出を逃した。翌9月場所は新幕下に昇進するも、3勝4敗で入門以来初の負け越しとなって三段目に陥落。しかし1場所で幕下に復帰した。幕下復帰後は勝ち越しを続けて番付を徐々に上げ、2019年9月場所では十両目前の西幕下4枚目に番付を上げ4勝3敗と勝ち越し、場所後に新十両が決まり、四股名を「琴勝峰」に改めた。名前の由来は、師匠の四股名の「琴」、母親の名前から「勝」、さらに上を目指すという意味で「峰」である。昇進会見では「全然、実感がわきません」と話した一方で、師匠は「私は（ライバルの豊昇龍や納谷（現・王鵬）を）気にしていました。必ず1番で（十両に）上げてやろうと思っていました」とコメント。その後、十両3場所目となる2020年3月場所において、12勝3敗で十両優勝を果たし、翌5月場所に新入幕となった。しかし、その5月場所は2019新型コロナウイルス感染拡大の影響により中止となったため、幕内デビューは5月場所の番付をそのまま持ち越して開催された同年7月場所にずれた。
2020年6月に日刊スポーツの『第9回 大相撲総選挙』が行われた際には「将来の横綱候補との声も多い」とまで評された。
新入幕となった2020年7月場所では8勝7敗と勝ち越し、翌9月場所では10勝5敗の好成績を収め、翌11月場所では初の上位総当たり戦となる西前頭5枚目まで番付を上げ、8勝7敗と勝ち越した。
2021年1月場所では東前頭3枚目に番付を上げたが初日から8連敗とし自身2度目の負け越しが決まり、以降も精彩を欠いて11連敗を喫してしまい、12日目に徳勝龍戦で初日が出たものの結果的に2勝13敗と大きく負け越し、三役昇進はならなかった。3月場所は2日目の碧山戦で負傷し、日本相撲協会に「右足関節捻挫で春場所の休場を要する」との診断書を提出して3日目から休場。
2023年1月場所は千秋楽まで優勝争いに加わり、11勝4敗で優勝次点の好成績。因みにこの場所は千秋楽結びの一番の土俵に上がっているが、前頭2桁台の力士が千秋楽結びの一番に上がるのは、幕内の取組がすべて中入り後に組まれるようになった1927年（昭和2年）1月場所以降德勝龍誠に続き2例目。千秋楽の取組を待たず、千秋楽まで優勝争いに残ったことが評価され、敢闘賞の初受賞が決まった。殊勲賞は千秋楽結びの一番で貴景勝に勝って優勝した場合という条件付きで受賞することとなったが、敗れてダブル受賞はならなかった。千秋楽翌日の1月23日に前述の通り58歳の誕生日を迎えた父は「十両優勝した去年は、千秋楽と誕生日が重なった。今年も、と思ったら欲張りですね」と健闘を称えている。5月場所は2日目から8連敗と苦しみ、10日目の大栄翔戦で「左反復性膝蓋（しつがい）骨亜脱臼」の診断書を提出し、休場した。約5日間の休場および安静加療を要する見通しとなったが、14日目から再出場。
2023年6月3日、両国国技館で婚約を発表。相手は福岡県在住で同県八女市役所に勤務していた同い年の女性。7月3日には、既に婚姻届を提出しており、11月には第1子の男児が誕生予定であることを明かした。10月にその第1子となる長男が誕生。十両に番付を下げた11月場所は優勝決定戦で12勝3敗同士の大の里と対戦し、上手投げで勝利。優勝後に琴勝峰は「まだまだ、ざんばら。年齢は近いけど、入ってきたばかりで、負けたくなかった」と大の里に対抗意識を燃やすコメントを残した。2024年1月場所12日目に6場所ぶりとなる幕内勝ち越しを確定させた。6月9日に都内のホテルで結婚披露宴が開催され、母校の高校の関取衆や後援会関係者ら約300人から祝福された。
東前頭15枚目で迎えた2025年7月場所、優勝争いトップの2敗で迎えた13日目、新横綱大の里を上手投げで破る金星を挙げ、これは1941年1月場所4日目に西前頭14枚目小松山が東横綱男女ノ川を破ったのを抜いて、大正以降で最も番付下位の力士が横綱を破る記録となった。14日目、千秋楽も勝利し、この場所は13勝2敗の成績で初優勝を果たすと共に、殊勲賞・敢闘賞を受賞した。8場所ぶりの平幕優勝となり、表彰式の優勝インタビューでは「まだちょっと感情が追いついていない感じだが、うれしい」と率直な心境を語った。

## 取り口
押し相撲、四つ相撲のどちらでも相撲が取れる万能型力士。だいたいは四つに組むことが多いが、恵まれた体格を生かした突き押しは威力十分。柔軟性もあり土俵際の粘りにも定評がある。四つでは右四つ得意だが、胸が合えば左四つでも十分に取れる。
2020年の新入幕時点では突き押し、四つのどちらかに絞ることは考えておらず、「押すにしても組むにしても、自分から攻めていきたい。その時の流れを大事にしていきたい。両方を磨いていけたら」と"二刀流"を宣言している。
師匠の第13代佐渡ヶ嶽は「体が大きいぶん、右を差して投げを打ったりするのがですね。そうじゃなくて腕を返して前に出るという。そういう四つ相撲に育てて、そういう形をつくっていきたいなと思っていますね」と四つ相撲の取り手としての大成を望んでるが、「あの体で突き押しというのはものすごくいいものを持っている。私も先代の師匠からですね、上背があるし、手が長いし、体も柔らかいんだから、懐が深いんだから。だから突っ張ってから自分の四つに組むのがいいんだぞと私は教わった。それを琴勝峰にも教えていきたいと思いますよね」と、突き押しを交えた取り口を理想としている。
2020年7月場所の相撲を北の富士勝昭は「足腰の良さは、白鵬の若い頃のようでもある。立ち合いから積極的に前に出る取り口も魅力的である」と評した。同場所4日目の髙安戦の様子を北の富士は「私なら仕切っているうちにビビっていただろうと思う。大したものだ。恐れ入った若者である。この落ち着きはいったい何だ。無駄な動きが全く見られないのは驚くばかりである」と賞賛した。
2021年1月場所前に花田虎上は自身のコラムで「本場所の土俵でも稽古しているといったところです」「本場所の土俵でも修正できるのがいい力士」と評していた。
2021年1月場所の相撲を15代武蔵川は「後ろに下がってしまい、ほとんどの相撲で膝が中に入っちゃっているんだよね」と指摘しており、身長を考えれば体重は180㎏まで増やしても良いとアドバイスした。
2022年5月場所7日目の若元春戦では若元春の勝ちと北の富士が見誤るような攻め込まれた相撲ながら、驚異的な足腰の強さから繰り出したうっちゃりにより軍配差し違えで勝っている。
2022年7月場所前には、がっぷりにならず下から攻めたい旨を語っていた。
貴闘力は「2024年1月場所で何回ケガしそうになったか?」と股関節の硬さを指摘しており「埼玉栄の子は股関節が硬いな!」と埼玉栄高校出身者の傾向を語っている。

## 合い口
2025年7月場所終了現在。
（以下、最高位が横綱・大関の現役力士）
- 横綱・豊昇龍には1勝2敗。豊昇龍の大関在位中は2敗。豊昇龍の横綱昇進後は対戦なし。
- 横綱・大の里には1勝2敗。大の里の大関昇進後は対戦なし、横綱昇進後は1勝。2025年7月場所で、金星を獲得した。
- 元大関・髙安には3勝6敗。いずれも髙安の大関陥落後の対戦である。
- 元大関・朝乃山には1敗。
- 元大関・御嶽海には7勝3敗。御嶽海の大関在位中は対戦なし。
- 元大関・正代には1勝6敗。正代の大関在位中は1敗。
- 元大関・霧島には1勝1敗。

引退力士（横綱・大関）
- 元横綱・照ノ富士には3敗。
- 元大関・栃ノ心には1勝5敗。
- 元大関・貴景勝には3敗。

### 幕内対戦成績
| 力士名   | 勝数 | 負数 | 力士名   | 勝数 | 負数 | 力士名   | 勝数 | 負数 | 力士名   | 勝数 | 負数 |
| -------- | ---- | ---- | -------- | ---- | ---- | -------- | ---- | ---- | -------- | ---- | ---- |
| 碧山     | 3    | 5    | 安青錦   | 1    | 1    | 明瀬山   | 0    | 1    | 朝紅龍   | 0    | 1    |
| 朝乃山   | 0    | 1    | 東龍     | 1    | 1    | 熱海富士 | 1    | 2    | 阿炎     | 1    | 3    |
| 勢       | 1    | 0    | 石浦     | 1    | 0    | 逸ノ城   | 0    | 1    | 一山本   | 5    | 4    |
| 宇良     | 4    | 3    | 遠藤     | 3    | 5    | 欧勝馬   | 0    | 3    | 阿武剋   | 2    | 0    |
| 阿武咲   | 3    | 6    | 王鵬     | 3    | 6(1) | 大の里   | 1    | 2    | 隠岐の海 | 3    | 1    |
| 魁聖     | 1    | 1    | 輝       | 3    | 3    | 嘉陽     | 1    | 0    | 北の若   | 1    | 0    |
| 霧島     | 1    | 1    | 金峰山   | 3    | 2    | 草野     | 1    | 0    | 豪ノ山   | 1    | 2    |
| 佐田の海 | 6    | 6    | 獅司     | 2    | 1    | 島津海   | 0    | 1    | 志摩ノ海 | 4    | 0    |
| 正代     | 1    | 6    | 湘南乃海 | 2    | 4    | 松鳳山   | 2    | 0    | 白熊     | 1    | 0    |
| 大奄美   | 1    | 0    | 大栄翔   | 1    | 3(1) | 大翔鵬   | 2    | 0    | 貴景勝   | 0    | 3    |
| 隆の勝   | 7    | 5    | 髙安     | 3    | 6    | 宝富士   | 5    | 6    | 尊富士   | 0    | 1    |
| 玉正鳳   | 2    | 0    | 玉鷲     | 5    | 5    | 美ノ海   | 4    | 4    | 千代翔馬 | 4    | 3    |
| 千代大龍 | 5    | 2    | 千代の国 | 0    | 1    | 千代丸   | 3    | 0    | 剣翔     | 3    | 1    |
| 照強     | 5    | 3    | 照ノ富士 | 0    | 3    | 時疾風   | 2    | 1    | 德勝龍   | 2    | 0    |
| 栃大海   | 1    | 0    | 栃ノ心   | 1    | 5    | 翔猿     | 1    | 5    | 友風     | 1    | 0    |
| 錦木     | 6    | 5    | 錦富士   | 0    | 3    | 伯桜鵬   | 0    | 1    | 英乃海   | 1    | 1    |
| 平戸海   | 2(1) | 5    | 藤ノ川   | 0    | 1    | 武将山   | 1    | 0    | 豊昇龍   | 1    | 2    |
| 北青鵬   | 1    | 1    | 北勝富士 | 2    | 3    | 御嶽海   | 7    | 3    | 水戸龍   | 2    | 0    |
| 翠富士   | 4    | 6    | 妙義龍   | 4    | 5    | 明生     | 4    | 6    | 豊山     | 0    | 3(1) |
| 竜電     | 5    | 3(1) | 狼雅     | 1    | 2    | 若隆景   | 3    | 1    | 若元春   | 2    | 1    |

（カッコ内は勝数、負数の中に占める不戦勝、不戦敗の数。太字は2025年7月場所終了現在、現役力士。）

## 主な成績

### 通算成績
2025年7月場所終了現在
- 通算成績：305勝261敗21休（46場所）
- 通算勝率：.539
  - 幕内成績：169勝185敗21休（25場所）
  - 幕内勝率：.477

### 各段優勝
- 幕内最高優勝：1回（2025年7月場所）
- 十両優勝：3回（2020年3月場所、2022年1月場所、2023年11月場所）

### 三賞・金星
- 三賞：3回
  - 殊勲賞：1回（2025年7月場所）
  - 敢闘賞：2回（2023年1月場所、2025年7月場所）
- 金星：1個
  - 大の里：1個（2025年7月場所）

### 場所別成績
| | 一月場所 初場所（東京） | 三月場所 春場所（大阪） | 五月場所 夏場所（東京） | 七月場所 名古屋場所（愛知） | 九月場所 秋場所（東京） | 十一月場所 九州場所（福岡） |
| --- | ----------------------- | ----------------------- | ----------------------- | --------------------------- | ----------------------- | --------------------------- |
| 2017年 （平成29年） | x                       | x                       | x                       | x                           | x                       | （前相撲）                  |
| 2018年 （平成30年） | 東序ノ口20枚目 6–1      | 東序二段42枚目 6–1      | 西三段目77枚目 5–2      | 東三段目47枚目 6–1          | 西幕下58枚目 3–4        | 東三段目10枚目 5–2          |
| 2019年 （平成31年 /令和元年） | 西幕下48枚目 6–1        | 西幕下20枚目 4–3        | 東幕下15枚目 5–2        | 東幕下8枚目 4–3             | 西幕下4枚目 4–3         | 東十両13枚目 9–6            |
| 2020年 （令和2年） | 西十両8枚目 9–6         | 東十両6枚目 優勝 12–3   | 感染症拡大 により中止   | 東前頭15枚目 8–7            | 東前頭12枚目 10–5       | 西前頭5枚目 8–7             |
| 2021年 （令和3年） | 東前頭3枚目 2–13        | 西前頭11枚目 1–6–8      | 東十両5枚目 7–8         | 西十両5枚目 5–10            | 西十両8枚目 9–6         | 東十両6枚目 8–7             |
| 2022年 （令和4年） | 西十両2枚目 優勝 11–4   | 東前頭14枚目 9–6        | 東前頭9枚目 6–9         | 東前頭11枚目 5–6–4          | 東前頭11枚目 7–8        | 西前頭11枚目 7–8            |
| 2023年 （令和5年） | 東前頭13枚目 11–4 敢    | 東前頭5枚目 6–9         | 西前頭5枚目 2–10–3      | 西前頭13枚目 7–8            | 西前頭14枚目 5–10       | 西十両筆頭 優勝 12–3        |
| 2024年 （令和6年） | 東前頭14枚目 9–6        | 西前頭9枚目 8–7         | 西前頭8枚目 8–7         | 東前頭7枚目 8–7             | 西前頭4枚目 7–8         | 西前頭5枚目 3–11–1          |
| 2025年 （令和7年） | 西前頭13枚目 5–10       | 西前頭16枚目 8–7        | 東前頭14枚目 6–4–5      | 東前頭15枚目 13–2 殊敢★     | x                       | x                           |
| 各欄の数字は、「勝ち-負け-休場」を示す。 優勝 引退 休場 十両 幕下 三賞：敢=敢闘賞、殊=殊勲賞、技=技能賞 その他：★=金星 番付階級：幕内 - 十両 - 幕下 - 三段目 - 序二段 - 序ノ口 幕内序列：横綱 - 大関 - 関脇 - 小結 - 前頭（「#数字」は各位内の序列） |                         |                         |                         |                             |                         |                             |

## 改名歴
- 琴手計 富士紀（ことてばかり としき）2017年11月場所 -2019年9月場所
- 琴勝峰 吉成（ことしょうほう よしなり）2019年11月場所 -